# درد قفسه سینه
درد قفسهٔ سینه یکی از شایع‌ترین نشانه‌های پزشکی است که می‌تواند علل قلبی و غیرقلبی داشته باشد. به‌طور کلی به هرگونه احساس درد و ناراحتی در قفسهٔ سینه گفته می‌شود. اگرچه اصطلاحات دیگری برای تمایز با آن وضع شده که از آن‌جمله «احساس ناراحتی در قفسهٔ سینه» است. درد قفسهٔ سینه با سوزش سر دل که معمولاً در ریفلاکس دیده می‌شود تفاوت دارد.

## طبقه‌بندی دردهای قفسهٔ سینه

### قلبی[۶]
- آنژین صدری
- سندرم کرونری حاد (شامل: آنژین صدری پایدار و ناپایدار و سکته قلبی)
- دایسکشن آئورت
- پریکاردیت
- آریتمی‌های قلبی
- اضطراب و حمله‌های پانیک

### ریوی[۷]
- ادم ریه
- سینه‌پهلو
- هموتوراکس
- پنوموتوراکس

### گوارشی[۸]
- ریفلاکس
- آشالازی

## موارد شایع در سنین مختلف
درد قفسهٔ سینه علاوه بر بزرگسالان، در کودکان و نوجوانان نیز شایع است. اما بیشتر علل این دردها در نوجوانان جدی نیست. استرس، اسپاسم‌های ماهیچه‌ای، رفلاکس معده و برخی بیماری‌های ارثی همانند بیماری کاردیومیوپاتی (HCM) می‌تواند در بروز درد قفسهٔ سینه در افراد زیر ۳۰ سال مؤثر باشد.